# Xã Elk Prairie, Quận Jefferson, Illinois
Xã Elk Prairie (tiếng Anh: Elk Prairie Township) là một xã thuộc quận Jefferson, tiểu bang Illinois, Hoa Kỳ. Năm 2010, dân số của xã này là 725 người.